# Nody obecný
Nody obecný (Anous stolidus), známý také pod názvem nody hnědý, je mořský pták z čeledi rackovití, největší druh nodyho. Hnízdí na tropických a subtropických ostrovech v Tichém, Atlantském i Indickém oceánu a mimo hnízdění jeho areál výskytu pokrývá v podstatě všechna tropická a subtropická moře.

## Systematika
Tento druh formálně popsal již švédský přírodovědec Carl Linné v roce 1758 v 10. vydání Systema naturae pod binomickým jménem Sterna stolid. Z rodu Sterna byl druh již v 19. století přeřazen do rodu Anous, který vytyčil již anglický přírodovědec James Francis Stephens v roce 1826. Druhové jméno stolidus pochází ze starořečtiny, ve které znamená „hloupý“. Rozeznávají se čtyři poddruhy s následujícím rozšířením:
- A. s. pileatus (Scopoli, 1786) – Rudé moře, Indický oceán a na východ až k Havaji a Velikonočnímu ostrovu;
- A. s. galapagensis Sharpe, 1879 – Galapágy;
- A. s. ridgwayi Anthony, 1898 – ostrovy západně od Mexika po Kostariku;
- A. s. stolidus (Linnaeus, 1758) – Karibik a tropická oblast Atlantiku.

## Výskyt
Nody obecný má rozsáhlý areál rozšíření pokrývající většinu subtropických a tropických moří Indického, Tichého i Indického oceánu. Celková početnost nodyjů obecných se v roce 2020 odhadovala na 1,2–2,1 milionu jedinců.

## Popis

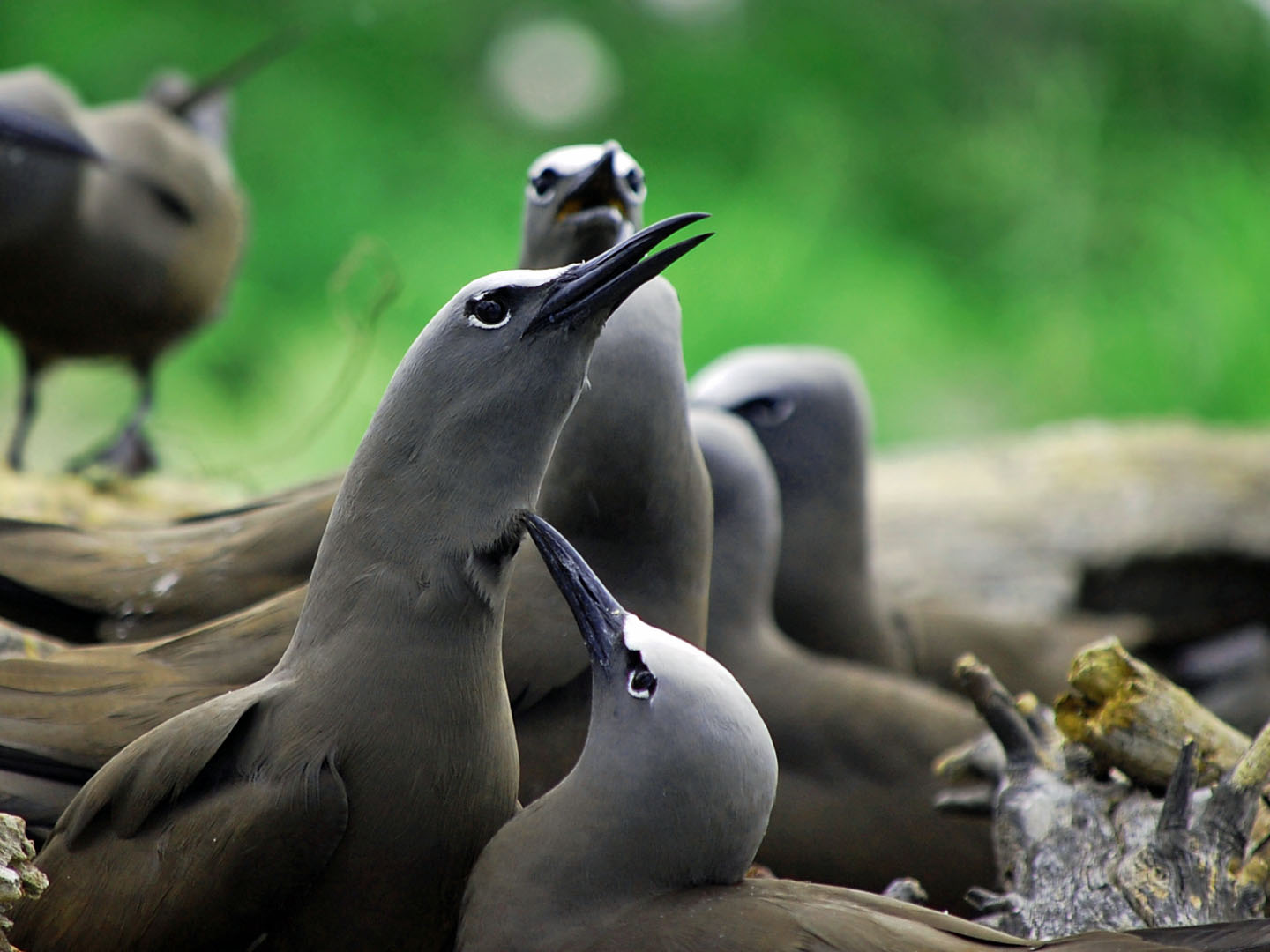
Kolonie nodyjů obecných na Filipínách

Nody obecný dosahuje délky těla kolem 40–45 cm. Rozpětí křídel se pohybuje kolem 79–86 cm, váha těla je asi 200 g. Tyto rozměry z nodyje obecného dělají největšího zástupce nodyjů. Křídla jsou dlouhá a zašpičatělá, ocas je také velmi dlouhý s mělkým vykrojením uprostřed. Většina opeření je tmavě hnědá, avšak temeno a čelo jsou bílošedě popelavé. Od zobáku k oku vede černý proužek. Spodní strana křídel je šedohnědá, podél okrajů tmavě hnědá, uprostřed se světlým panelem. Zobák je černý, stejně jako nohy. Blány jsou o něco světlejší.

## Biologie

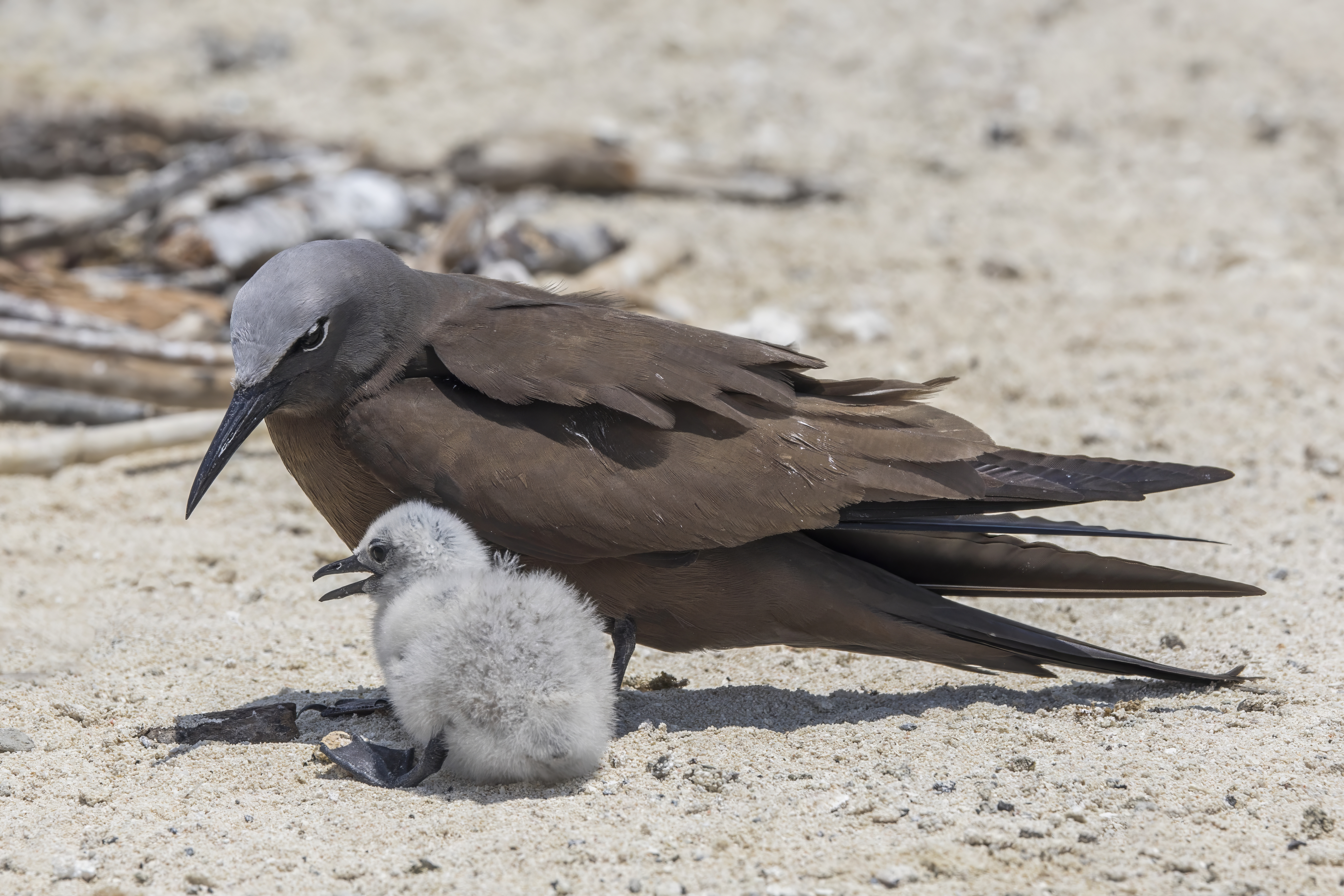
Dospělec s mládětem

Živí se hlavně menšími rybkami, ale sezobne i hlavonožce, měkkýše nebo medúzy. Potravu sbírá z vody vyzobáváním nebo otevřeným zobákem zajede těsně pod hladinu během letu. Jedná se o schopné letce s velmi dobrou orientací; v Mexickém zálivu byli nodyjové obecní vypuštění 1900 km svých hnízdišť. Již po pěti dnech se však dokázali do svých hnízdišť vrátit. Typicky se pohybuje v hejnech o cirka 50–100 jedincích, občas je3t2 mnohem větších.

### Hnízdění

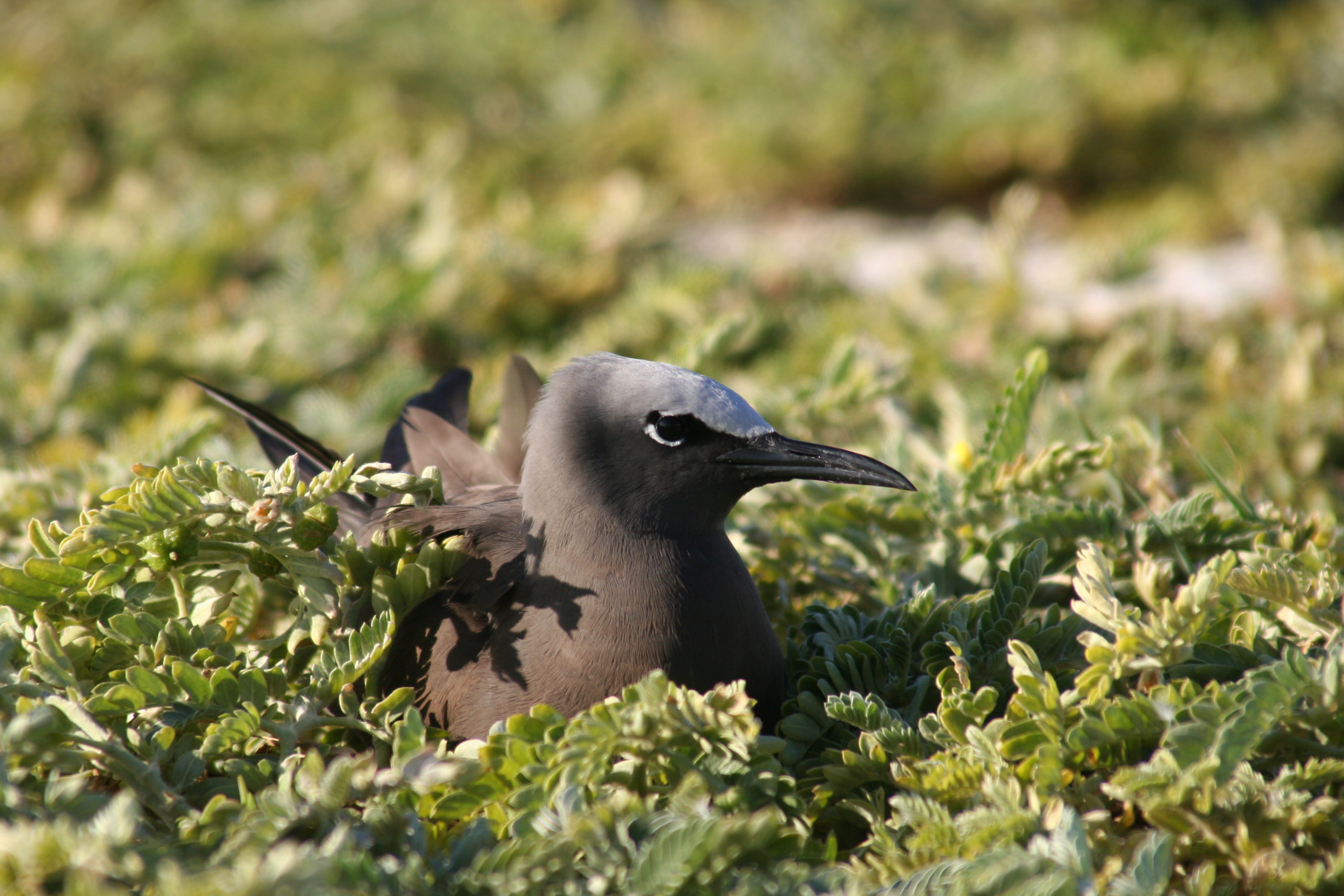
Nody obecný na hnízdě (Havaj)

V některých tropických oblastech se může rozmnožovat po celý rok, ale např. v jižním Pacifiku zahnizďuje na jaře a počátkem léta. Hnízdí v koloniích, často ve společenství rybáků černohřbetých (v některých oblastech, jako je novozélandský Curtisův ostrov, však hnízdí samostatně). Při hnízdění v koloniích se může jednat o obří kolonie přesahující 100 000 hnízdních párů. Hnízdo představuje je málo upravená hromádka klestí, mořských řas a listů slepená guánem. Hnízdí na stromech nebo v křoví, občas na zemi nebo na útesech. Samice klade jen jedno vejce o rozměru 53×36 mm a váze 36 g. Jeho barva je krémově bílá s červenohnědými skvrnkami. Inkubace je sdílena oběma partnery po dobu kolem 30–35 dní. Ptáčata se rodí obalena bílým prachem. Rodiče je zahřívají po dobu kolem dvou týdnů, první let nastává ve věku 42–56 dní. Po skončení hnízdění dochází u nodyjů obecných k rozptylu, během kterého zalétávají na volný oceán i stovky kilometrů od pobřeží. Nody obecný se může dožít až 27 let.

## Ohrožení
Globální populace nodyjů obecných není v ohrožení a druh je proto hodnocen jako málo dotčený. V minulosti v koloniích nodyho docházelo ke sběru vajec lidmi; sběr v menší míře na lokální úrovni pokračuje dodnes. Na ostrovech Dry Tortugas a Ascension je druh ohrožen invazivní krysou obecnou.